# 하를레메르메이르

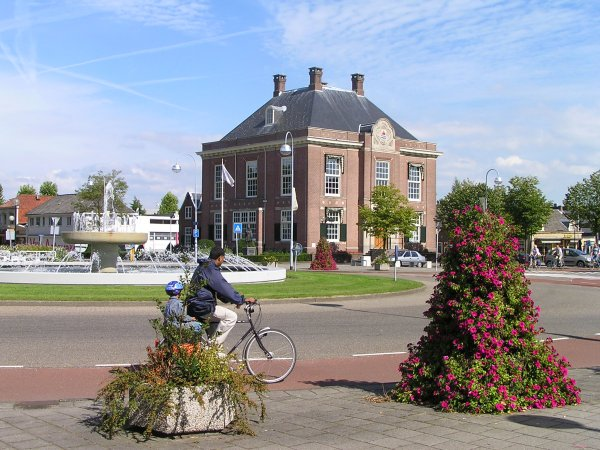
하를레메르메이르

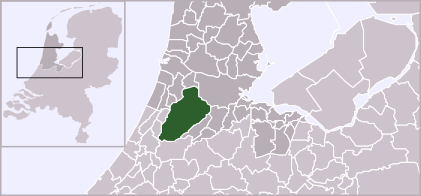
하를레메르메이르의 위치

하를레메르메이르(네덜란드어: Haarlemmermeer)는 네덜란드 노르트홀란트주의 도시로 면적은 185.29km2, 높이는 −4m, 인구는 144,226명(2014년 5월 기준), 인구 밀도는 807명/km2이다. 도시 이름은 네덜란드어로 "하를럼의 호수"를 뜻한다. 스히폴 국제공항이 이 곳에 위치한다.

시기
시 문장